# Millie Small
Millicent Small, mest känd som Millie Small, eller bara Millie, född 6 oktober 1946 i Clarendon på Jamaica, död 5 maj 2020 i London, England, var en jamaicansk sångerska. Hon började spela in skivor i tonåren för det klassiska jamaicanska skivbolaget Studio One. 1964 kom en stor framgång med "My Boy Lollipop", den första skalåten som blev en internationell hit.

## Diskografi (urval)
Studioalbum
- 1964 – My Boy Lollipop
- 1964 – More Millie
- 1964 – Millie's Lollipop Reggae And Other Delights
- 1964 – The Most Of Millie (And The Boys)
- 1965 – Sings Fats Domino
- 1970 – Time Will Tell

EP
- 1963 – Millie
- 1964 – My Boy Lollipop
- 1964 – Blue Beat
- 1965 – Bloodshot Eyes
- 1966 – Millie and Her Boyfriends

Singlar
- 1963 – Don't You Know / Until You're Mine
- 1964 – My Boy Lollipop / Something's Got To Be Done
- 1964 – Sweet William / Oh Henry
- 1964 – I Love the Way You Love / Bring It on Home to Me
- 1965 – I've Fallen in Love with a Snowman / What Am I Living For
- 1965 – See You Later, Alligator / Chilly Kisses
- 1965 – My Street / It's Too Late
- 1965 – Bloodshot Eyes / Tongue Tied
- 1966 – My Street / A Mixed Up Fickle Moody Self-Centred, Spoiled Kind of Boy
- 1966 – Killer Joe / Carry Go Bring Come
- 1967 – You Better Forget / I Am in Love
- 1967 – Chicken Feed / Wings of a Dove
- 1968 – When I Dance with You / Hey Mr. Love
- 1969 – Readin' Writin' Arithmetic / I Want You Never to Stop